# Oberon (elfenkoning)

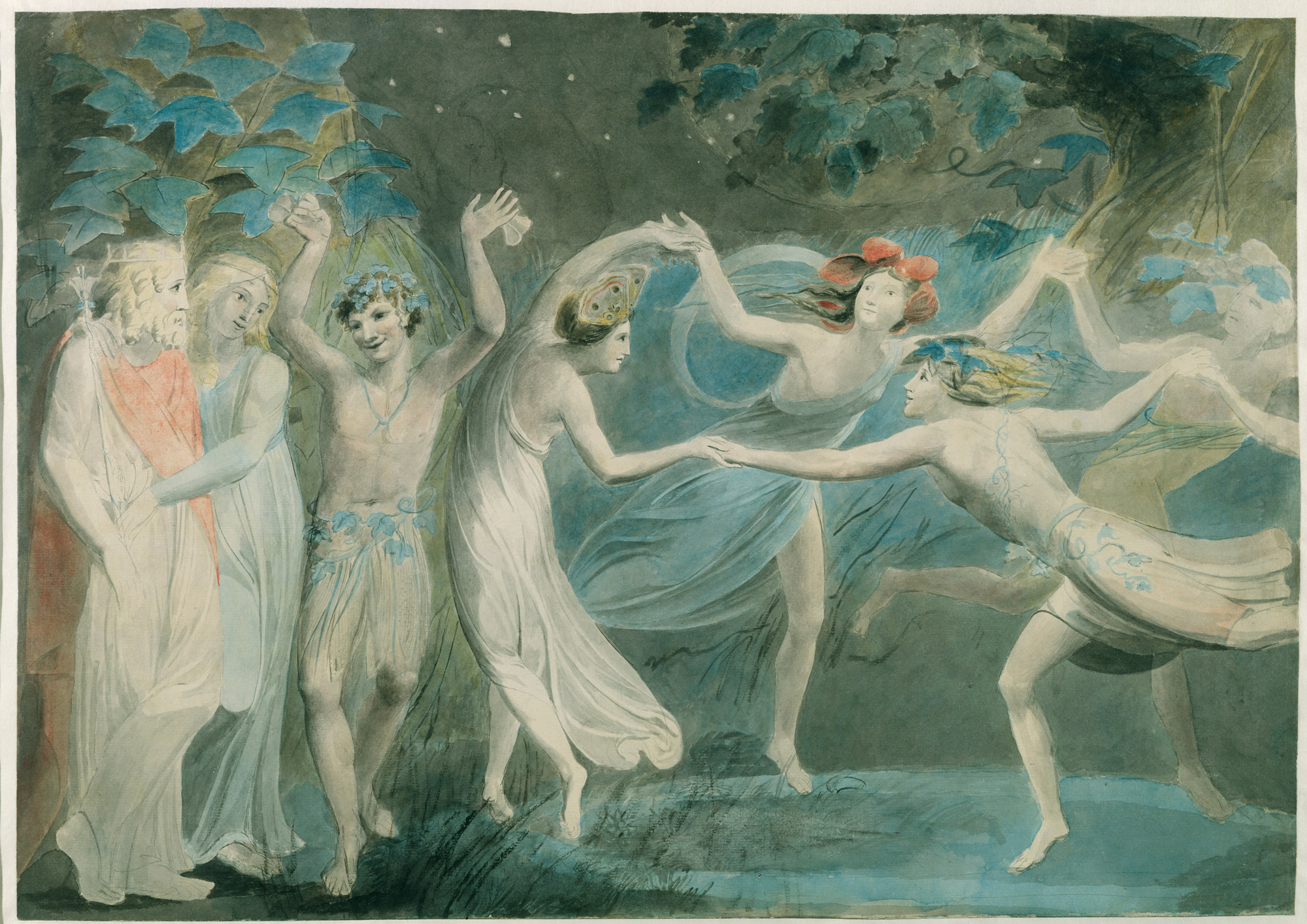
Oberon en Titania, ca. 1786

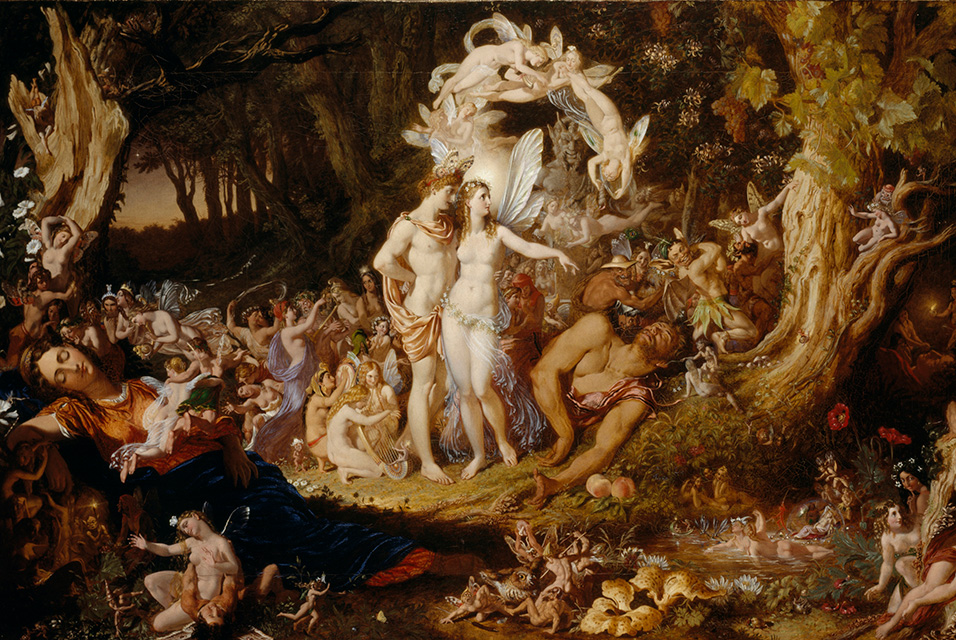
Oberon en Titania

Oberon of ook Auberon, Koning der Schaduwen en elfen, is het bekendst als de feeënkoning uit Shakespeares toneelstuk A Midsummer Night's Dream, geschreven rond 1595. Toch werd het personage van Oberon al in de 13e eeuw beschreven in het Franse middeleeuwse gedicht Les Prouesses et du faitz nobele HUON de Bordeaux van Huon de Bordeaux en kwam veelvuldig voor in oude verhalen.
Bij Shakespeare zijn Oberon en Titania van elkaar vervreemd omdat Titania weigert haar knecht aan Oberon af te staan om Oberons schildknaap te zijn. Puck bezorgt Oberon een drankje, gemaakt van het sap van een bloem. Oberon zorgt ervoor dat het sap opgenomen wordt door Titania, zodat Titania afgeleid wordt, en hij haar kan dwingen de knaap af te geven.
De dingen worden nog complexer wanneer Oberon kennis maakt met de Atheense geliefden. Hij geeft Puck de opdracht om de magische bloem ook te gebruiken op hen.
In 1826 verwerkte Carl Maria von Weber, op uitnodiging van het operahuis Covent Garden in Londen, dit toneelstuk tot de opera "Oberon".

## Merovingische legende
Oberons status als koning van de elfen is afkomstig van het karakter Alberich (uit Oud Hoog Duitse alb- "elf" en -rîh-, "heerser", "koning"), een tovenaar in de legendarische geschiedenis van de Merovingische dynastie. In de legende is hij de "broer" van Merowech, wiens naam een eponiem van de Merovingers is. Alberich wint voor zijn oudste zoon Walbert de hand van een prinses van Constantinopel.
In het Nibelungenlied, een Bourgondisch gedicht geschreven rond het begin van de 13e eeuw, bewaakt Alberich de schat van de Nibelung, maar wordt overwonnen door Siegfried.
Als alternatief kan hij een verwijzing zijn naar Freyr of Ing, de traditionele Koning van de Elfen in de Germaanse mythologie.
Oberon komt ook voor in Babylon van Boudewijn de Groot en in het lied 'The Fairy Feller's Master-Stroke' van Queen.
In de attractie Droomvlucht in de Efteling is koning Oberon ook te zien. Hij zit op een troon gemaakt van een bloem en zwaait naar de bezoekers van de attractie.
In de Suske en Wiske-strip Het laatste dwaallicht moet Wiske een nacht op de troon van Oberon zitten om de dwaallichtjes te redden.

## Huon de Bordeaux
In de 13e-eeuwse chanson de geste Huon de Bordeaux, rond 1540 door John Borchier, Lord Berners, in het Engels vertaald, komt Oberon voor als beschermer van Huon. Het vormde de basis voor het epische gedicht Oberon van Christoph Martin Wieland van 1780.
In de Huon de Bordeaux is te lezen dat Julius Caesar (100-44 v. Chr.) Oberons vader was. Hij was dan ook veertig jaar vóór Christus geboren. Zijn moeder was de Vrouwe van het Geheime Eiland (Cephalonia). Ze was eerst de geliefde van de edele Florimont van Albany, maar omdat diens moeder hen bespioneerde, keerde ze terug naar haar eigen land. Ze huwde en Anectanabus, destijds koning van Egypte, was haar zoon. Anectanabus zorgde voor Alexander de Grote en kwam door hem om het leven.
Toen Julius Caesar Thessalië binnen ging om met Pompeius te strijden, kwam hij voorbij Cephalonia, waar hij verliefd werd op Oberons moeder. Bij Oberons geboorte waren veel elfenprinsen en nobele vrouwen, maar een van hen was ontevreden, omdat ze niet was uitgenodigd. Die zorgde ervoor dat Oberon vanaf z'n derde jaar niet meer groeide. Hij bleef drie voet hoog. Toen ze spijt kreeg zorgde ze ervoor dat Oberon het mooiste kind zou zijn, dat de natuur ooit heeft voortgebracht. En Transeleyne, een andere vrouw van Feeënland, gaf hem  het talent alles te weten wat een mens kan weten of denken, zij het goed of slecht. Oberon is de koning van de stad Momur (Montmure).
Huon schenkt hij een beker en een ivoren hoorn. Als een zuiver mens de beker in handen houdt stroomt er wijn in overvloed, maar bij een zondig mens verdwijnt de wijn gelijk. De hoorn is gemaakt door vier feeën: Gloriande, Transeleyne, Margale en Lempatrix. Met de hoorn kan Huon mensen laten zingen en dansen, maar ook Oberon en zijn grote leger oproepen. In de toren van de reus Angolafer vindt Huon het stralende harnas van Oberon.
Oberon zorgt aan het einde van het verhaal ervoor dat Huon wordt vrijgesproken en hij weer heer wordt van Bordeaux. Karel de Grote had hem onterecht verbannen. Oberon vraagt Huon na vier jaar naar hem toe te komen om hem op te volgen en dan zijn kroon te dragen als koning van Feeënland.

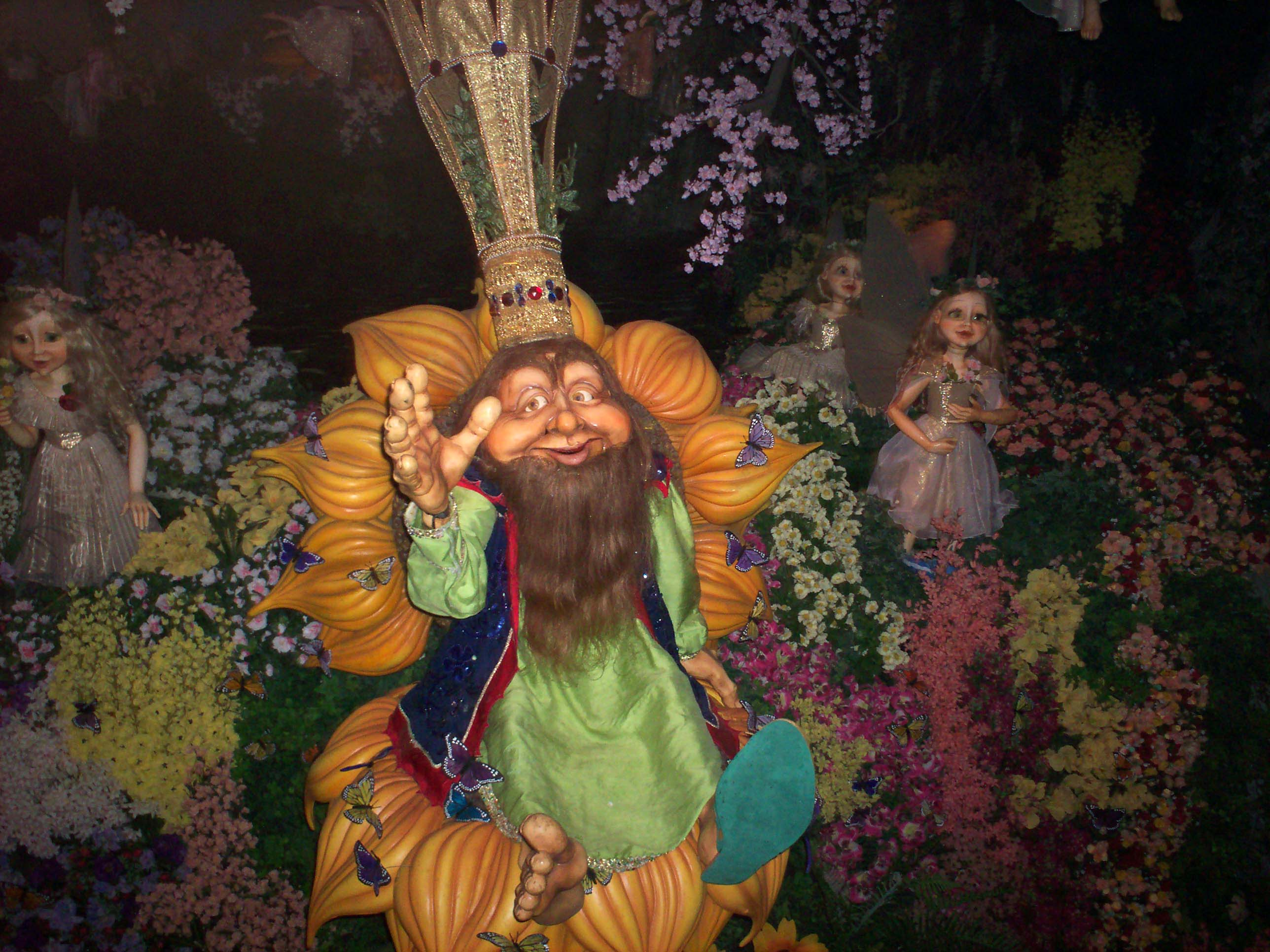
Oberon in de Efteling
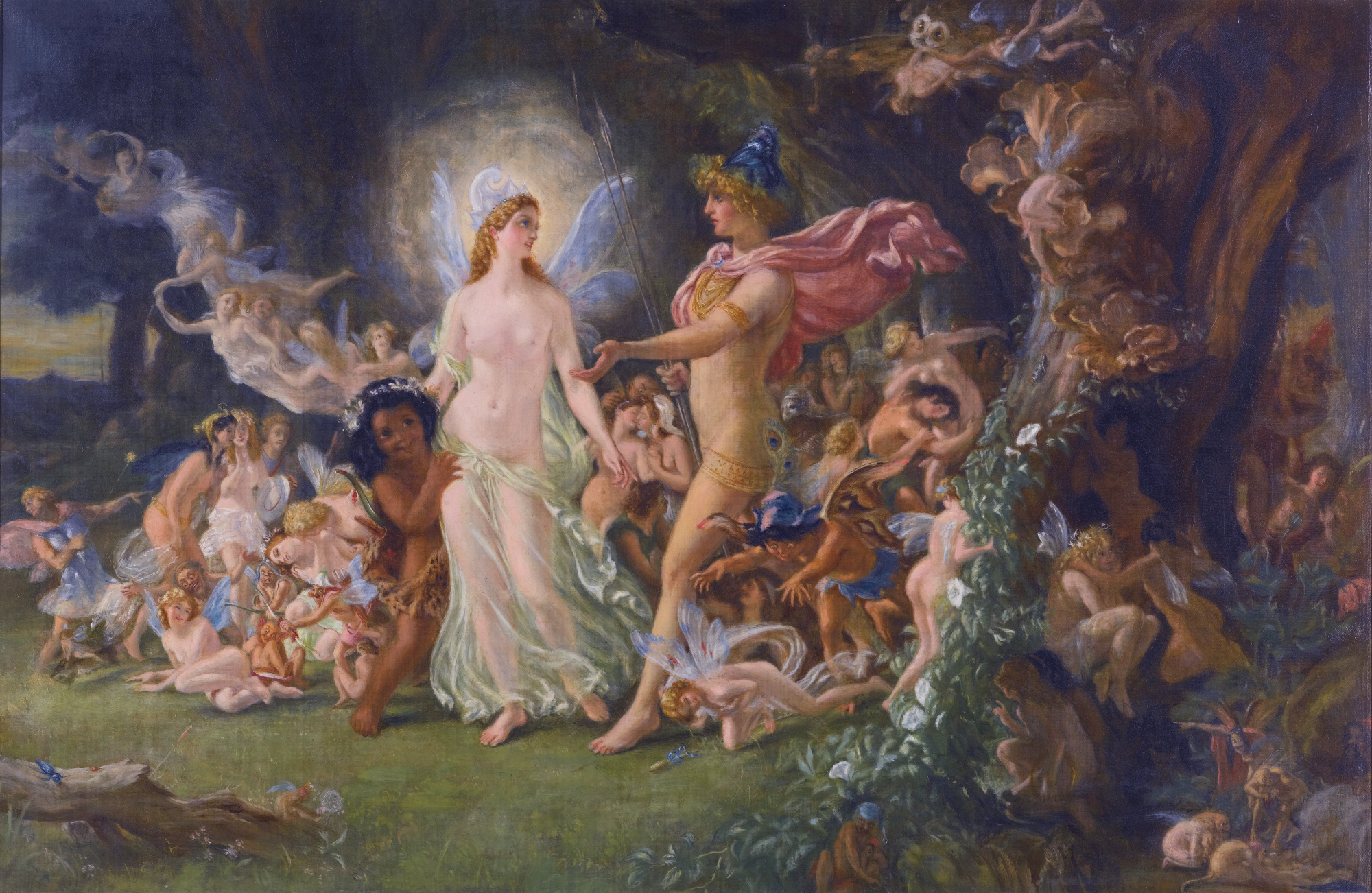
Study for The Quarrel of Oberon and Titania, Joseph Noel Paton ca. 1849
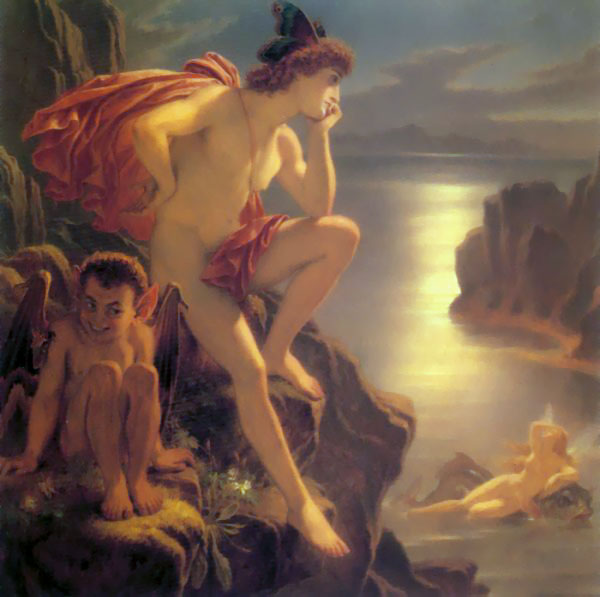
Oberon en de zeemeermin, Joseph Noel Paton, 1888
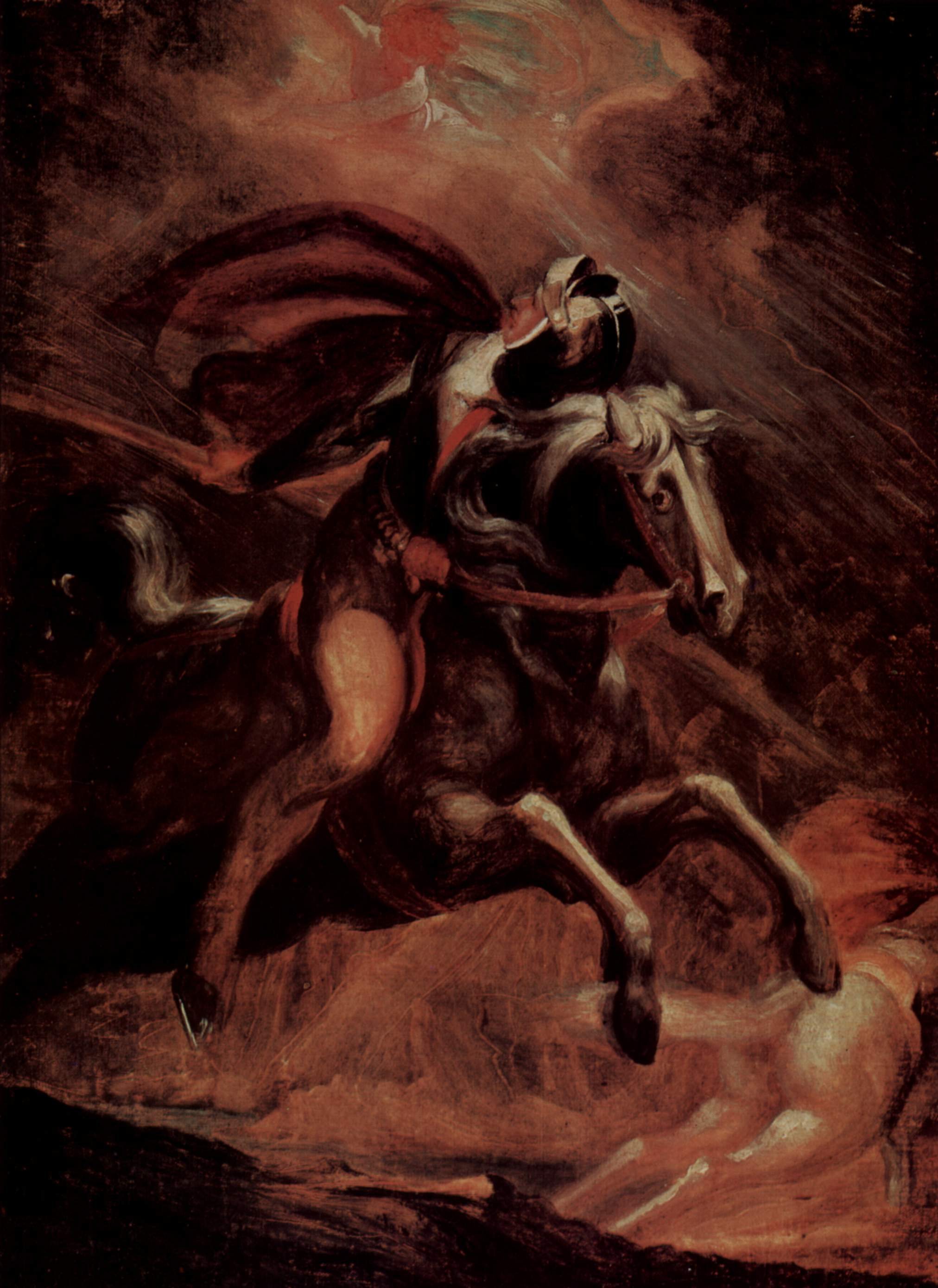
Cerasimus en Huon vluchten voor de elfenkoning Oberon, Johann Heinrich Füssli, 1804
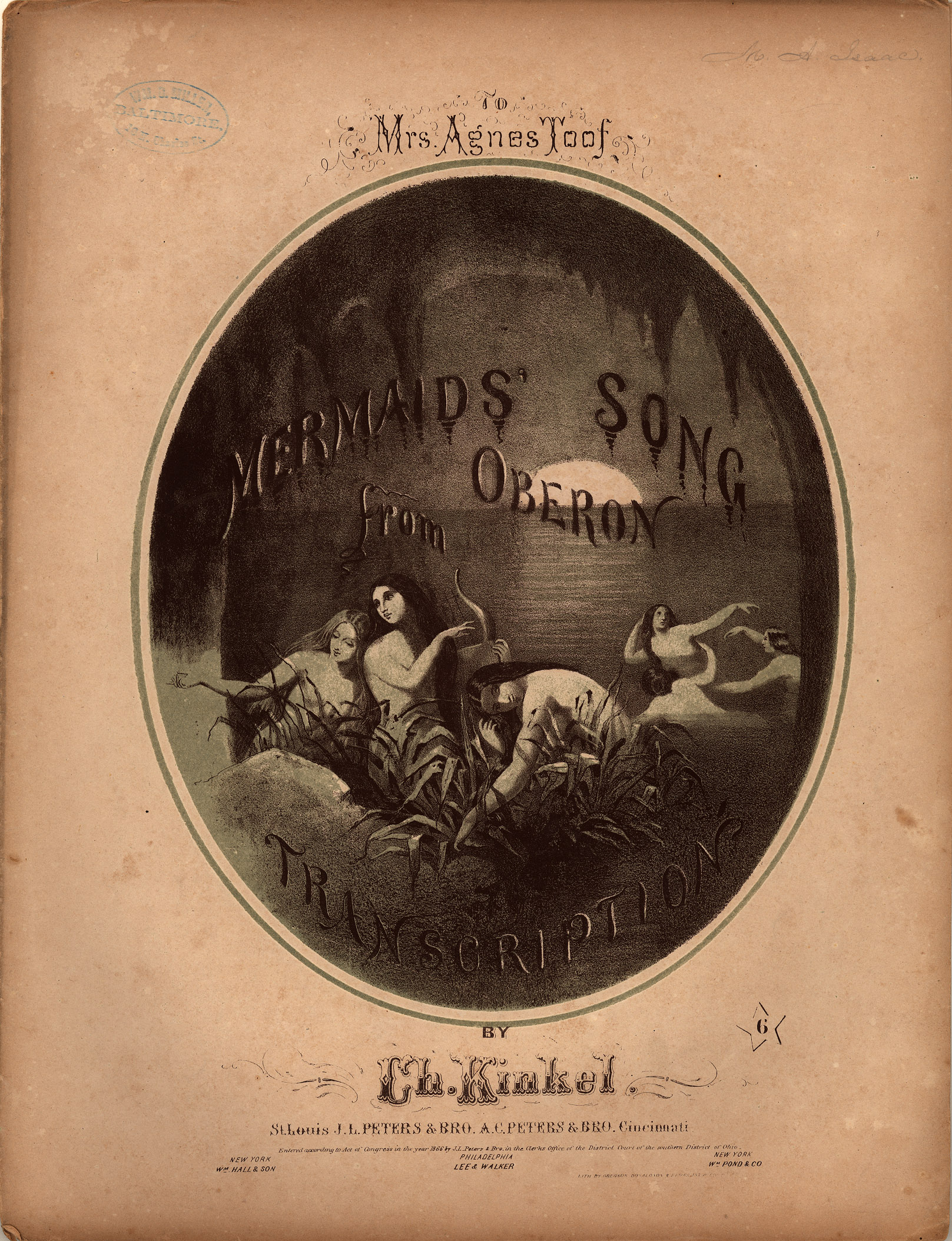
Mermaid's Song from Oberon, partituur van Charles Kinkel, 1866
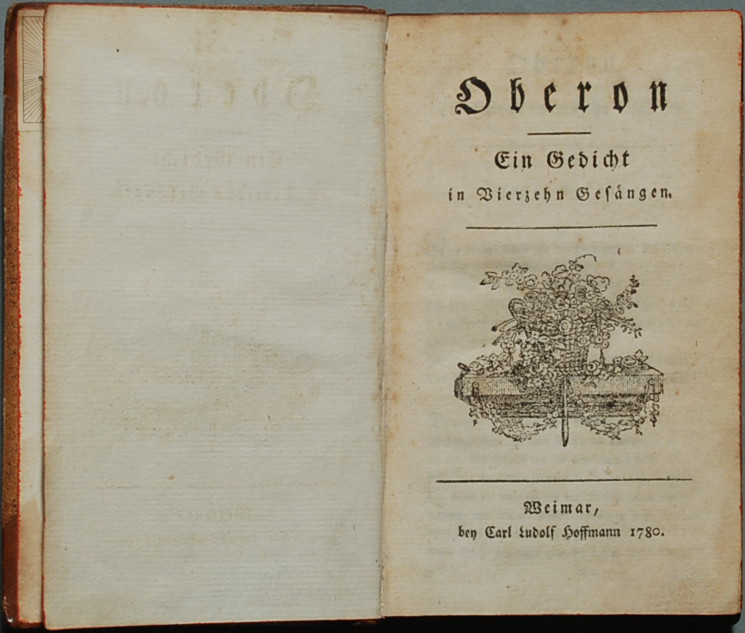
Oberon, een gedicht, Christoph Martin Wieland, 1780

- Gemeinsame Normdatei: 122962257
- Library of Congress Control Number: no2018060821
- Nationale Bibliotheek van Israël: 987007592807105171
- Virtual International Authority File: 62443346
- WorldCat: E39PCjtMqJx9fm6FgrQb3Vdrtq